# Дубровное (Саратовская область)
Дубровное — село в Вольском районе Саратовской области в составе Талалихинского муниципального образования.

## География
Находится на левом берегу реки Елшанка на расстоянии примерно 18 километров по прямой на северо-восток от восточной окраины города Вольск. 

## История
Село было основано в период коллективизации в 1930 году.

## Население
Население составляло 74 человека в 2002 году (73% русские, 26% татары),  59 в 2010.